# Synagoge Bielitz

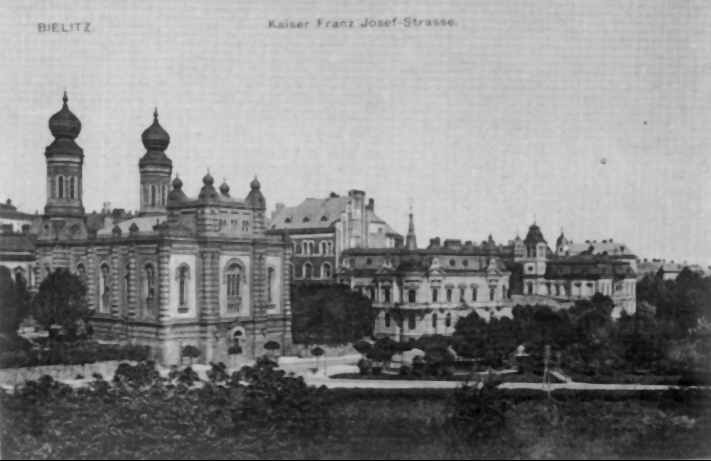
Synagoge Bielitz (Postkarte von 1910)

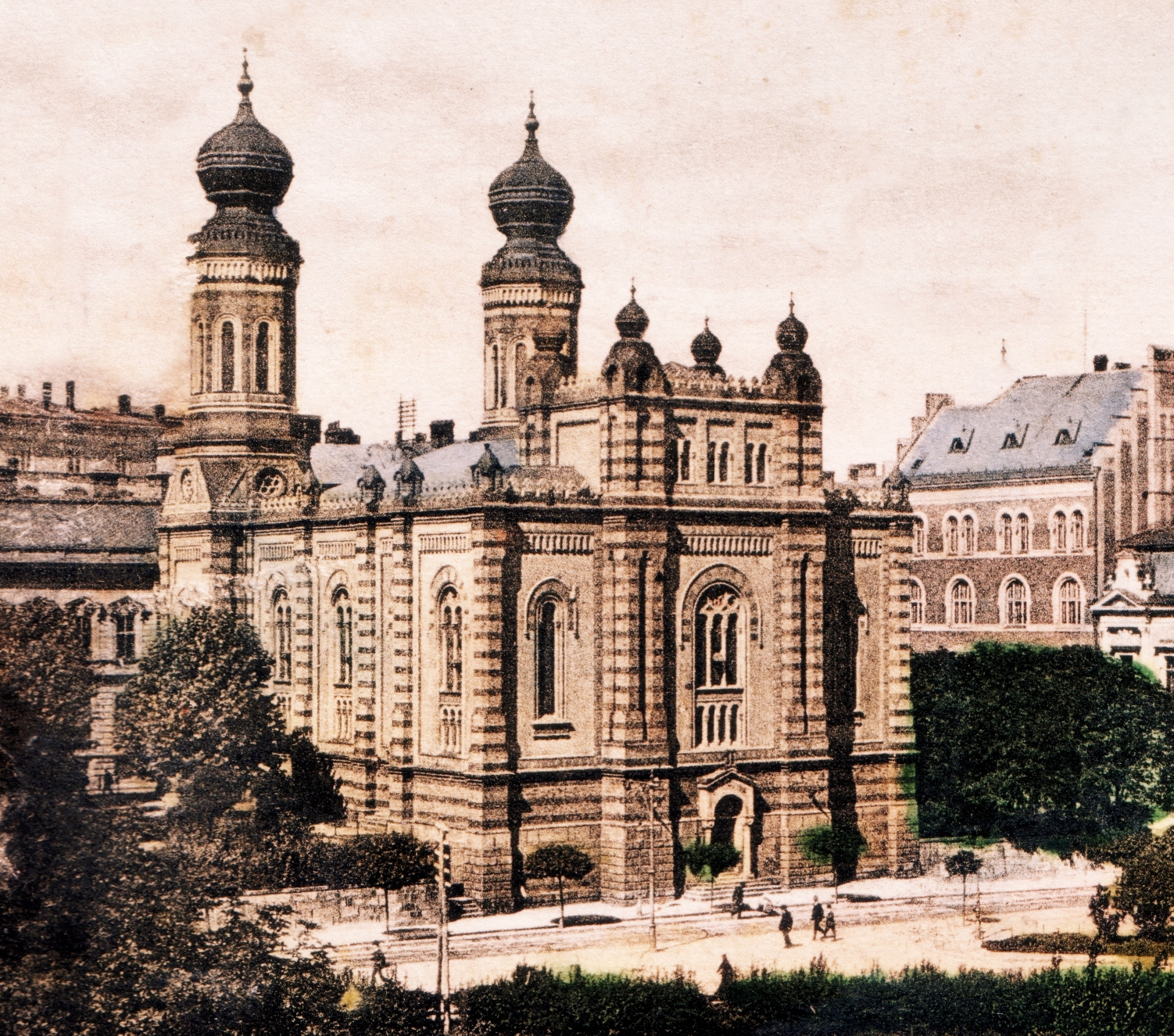
Synagoge Bielitz (Postkarte aus 1912)

Die Synagoge Bielitz (polnisch Synagoga w Bielsku) befand sich in der schlesischen Stadt Bielitz (polnisch Bielsko, heute Teil von Bielsko-Biała).
Sie wurde von Ludwig Schöne und Karl Korn, der auch die Synagoge in Biala errichtete, entworfen und zwischen 1879 und 1881 errichtet. Der Bau besaß zwei Ecktürme und wurde im orientalisierenden Stil gestaltet.
Sie wurde während des Zweiten Weltkrieges zwischen dem 13. und 15. September 1939 durch die örtlichen Deutschen vollkommen zerstört, nur die Fundamente und ein Teil des Kellers sind erhalten geblieben. Nach dem Krieg wurde die Stelle, an der sich die Synagoge befand, erneut bebaut. 
Im Jahr 1991 wurde an diesem Gebäude eine Gedenktafel mit einer polnischen und hebräischen Inschrift sowie der Darstellung einer Menorah angebracht.